# Các công sự giáp vịnh Caribe của Panamá: Portobelo-San Lorenzo
Các công sự giáp vịnh Caribe của Panama: Portobelo-San Lorenzo là các công trình quân sự được xây dựng bởi Đế quốc Tây Ban Nha trong thế kỷ 17 và 18 trên bờ biển Caribe thuộc tỉnh Colón của Panama. Năm 1980, các công sự này đã được UNESCO công nhận là Di sản thế giới như là những ví dụ tuyệt vời về kiến trúc quân sự thế kỷ 17 và 18, là một phần của hệ thống phòng thủ được xây dựng bởi vương quốc Tây Ban Nha để bảo vệ tuyến đường thương mại xuyên Đại Tây Dương.

## Vị trí
Các công sự của Portobelo và San Lorenzo nằm cách nhau khoảng 80 kilômét (50 mi) trên bờ biển Đại Tây Dương của Panama. Các cấu trúc quân sự của Portobelo cung cấp lớp phòng thủ trên khu vực cảng bên bờ biển Caribe của Panama trong khi các công sự tại San Lorenzo bảo vệ ở cửa sông Chagres. Cảng Portobelo được xây dựng như là ga cuối thay thế cho cảng Nombre de Dios hiện tại trước khi di chuyển qua Eo đất Panama. Mục đích chính là để tránh tuyến đường bộ bị ảnh hưởng trong những tháng ngày mưa. Cửa sông Chagres-Cruces là sự kết hợp giữa đường thủy và tuyến đường bộ được xây dựng như một giải pháp thay thế cho cách tiếp cận Portobelo qua Camino Real và thành phố Panama.

## Bối cảnh
Năm 1502, con tàu của Christopher Columbus bị cuốn vào một cơn bão dữ dội trên biển và buộc phải neo đậu tại một ngôi làng trên eo đất Panama. Theo truyền thuyết, ông đặt tên cho nó là Puerto Bello (Cảng đẹp). Năm 1586, Bautista Antonelli đã chuẩn bị kế hoạch xây dựng công sự đầu tiên để đảm bảo việc ra vào vịnh Portobelo và cửa sông Chagres, và được xây dựng như hiện tại vào những năm 1590. Tuy nhiên, thị trấn San Felipe de Portobelo được thành lập vào ngày 20 tháng 3 năm 1597. Trong nhiều thế kỷ, Portobelo đã phát triển thành một cơ sở chiến lược của Tây Ban Nha ở Tân Thế giới vì từ đó có một con đường lát đá tốt dẫn đến thành phố Panama. Tầm quan trọng của cảng như là một địa điểm trung chuyển những Người chinh phục Tây Ban Nha là tạm thời cất giữ vàng bạc cướp bóc được từ những lãnh địa của người Inca. Họ đã vận chuyển kho báu bằng những con lừa từ phía bờ biển Thái Bình Dương của eo đất Panama đến Portobelo ở phía Caribe, trước khi chuyển nó lên tàu vận chuyển về cho nhà vua Tây Ban Nha.

## Lịch sử
Khi tầm quan trọng của ngôi làng tăng lên, các mối lo ngại về an ninh đã được giải quyết bằng cách xây dựng các công sự từ năm 1600 và công sự cuối cùng được xây dựng là tại Santigao và Fernadao vào năm 1753. Có tổng cộng 10 công sự khác nhau đã được xây dựng trên những ngọn đồi phía sau cảng Portobelo, khiến nó trở thành điểm kiểm soát ven biển nghiêm ngặt nhất của Tây Ban Nha ở châu Mỹ. Nhiều công sự bị tấn công và trở thành những đống gạch vụn; chỉ có các công sự được xây dựng vào năm 1753 mới tồn tại được trong tình trạng tốt, khi đô đốc Vernon bỏ qua Portebello trong trận chiến cuối cùng. Trước đó, Francis Drake đã không thành công trong việc tấn công pháo đài khi ông không qua khỏi cơn sốt và qua đời trong khu vực vịnh Caribe. Nhưng trước đó ông đã tiêu hủy Nombre De Dios vào đầu năm 1596. Năm 1597, Đế quốc Tây Ban Nha quyết định củng cố cảng biển vì ngân khố được chuyển đến Portobelo. Pháo đài San Felipe được xây dựng đầu tiên ở lối vào bến cảng và được củng cố bằng 35 khẩu pháo. Pháo đài San Jeronimo được xây dựng ở phía đông và còn pháo đài Santiago de la Gloria ở phía tây của vịnh. Những pháo đài này được xây dựng với những bức tường bằng đá san hô, cứng như đá granit. Năm 1668, Sir Henry Morgan xứ Wales đã tấn công Portobelo, sử dụng thang để băng qua bức tường của công sự. Trong một tháng cướp biển chiếm đóng, không có thiệt hại đáng kể nào đối với các cấu trúc phòng thủ. Năm 1688, cướp biển Anh Bartholomew Sharp và Pháp La Sound đã tấn công các công sự và gây ra thiệt hại nhất định. Các cuộc tấn công vào năm 1744 khiến văn phòng hải quan đã bị hư hại nghiêm trọng.
Trong hơn hai thế kỷ sau khi các công sự cuối cùng được xây dựng vào năm 1753, toàn bộ các công sự bị bỏ bê khiến thảm thực vật phát triển quá mức cho đến khi Chính phủ Panama quyết định khôi phục lại chúng. Sau khi Panama trở thành một quốc gia độc lập, Tây Ban Nha đã từ bỏ Pháo đài San Lorenzo vào năm 1821. Sau khi sáp nhập Panama với Columbia, pháo đài được sử dụng làm nhà tù sau đó bưu điện để vận chuyển thư từ vương Quốc Anh đến châu Mỹ Latinh. Tại thị trấn Chagres, bên dưới pháo đài và bờ tây của sông Chagres là một thiên đường cho những người thích phiêu lưu trong Cơn sốt vàng California năm 1849. Với sự ra đời của đường sắt vào năm 1850, tầm quan trọng của tuyến đường xuyên đại dương ở cửa sông Chagres giảm dần.
Vào tháng 7 năm 2012, UNESCO đã liệt Các công sự giáp vịnh Caribe của Panama: Portobelo-San Lorenzo vào danh sách di sản thế giới bị đe dọa do những lo ngại về môi trường, công tác bảo tồn không đầy đủ và sự phát triển đô thị bên bờ biển không được kiểm soát.

## Kiến trúc
Vịnh Portobelo có nhiều công sự sao chép các thiết kế kiến trúc quân sự của châu Âu, được xây dựng trong thời kỳ thuộc địa (1596–99). Các cấu trúc được xây dựng trong những năm đầu theo phong cách thời Trung Cổ theo thiết kế của kiến trúc sư người Tây Ban Nha Antonelli. Tuy nhiên vào thế kỷ 18, các cấu trúc đã được xây dựng bằng cách cải tạo các tính năng theo phong cách Tân Cổ điển như đã thấy ở Pháo đài Santiago, San Jeronimo, San Fernando và San Lorenzo. Nhà văn phòng hải quan bị hưu hại vào năm 1744 đã được xây dựng lại và hiện được dùng làm nhà bảo tàng. Những khẩu đại bác được sử dụng trong các cuộc tấn công trước đây đang bị rỉ sét với những chiếc xe ngựa bằng gỗ đã bị mục nát và bị loại bỏ. Tuy nhiên, các bức tường của pháo đài đang trong tình trạng được bảo quản tốt.

## Hình ảnh

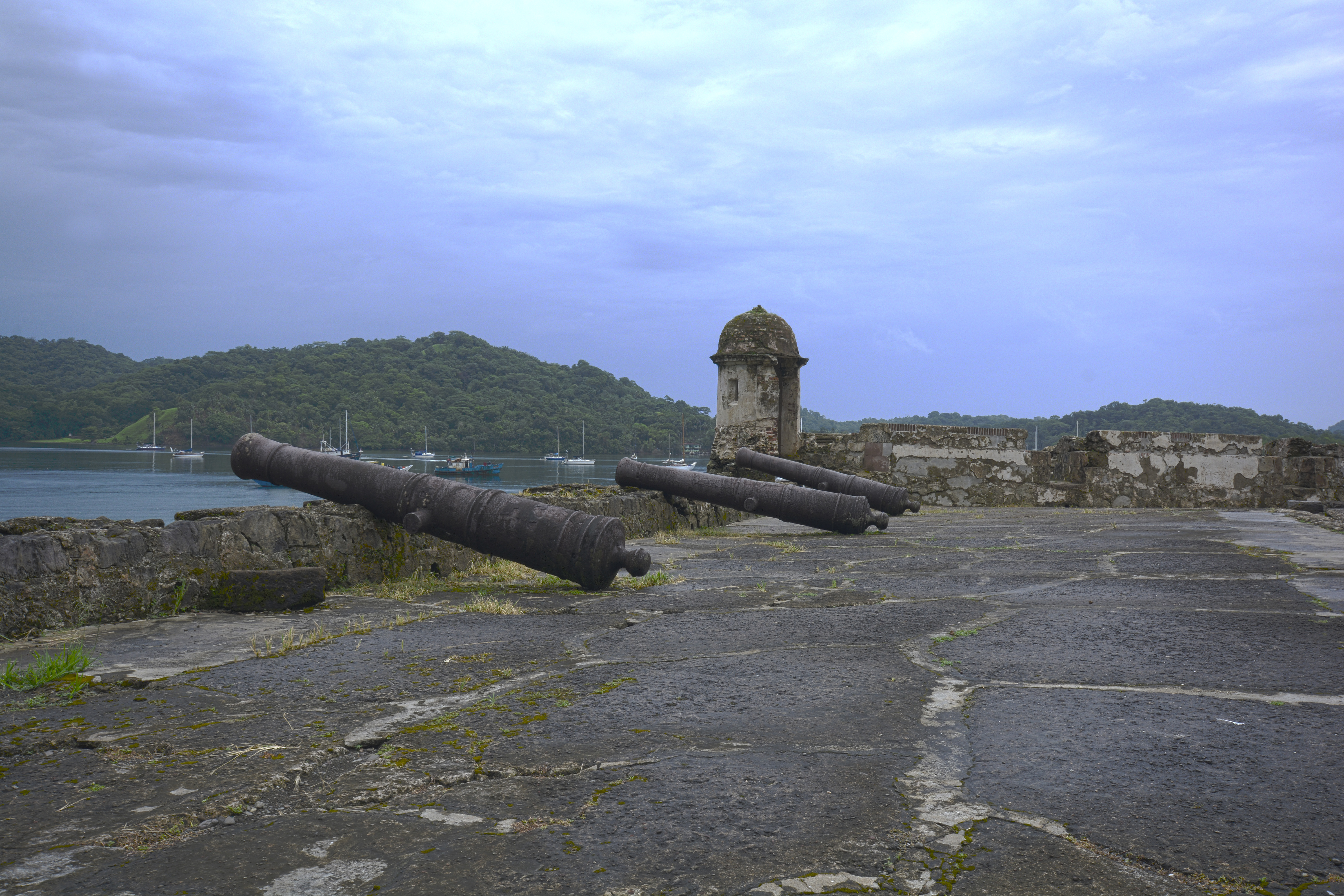
Các khẩu pháo tại San Fernando
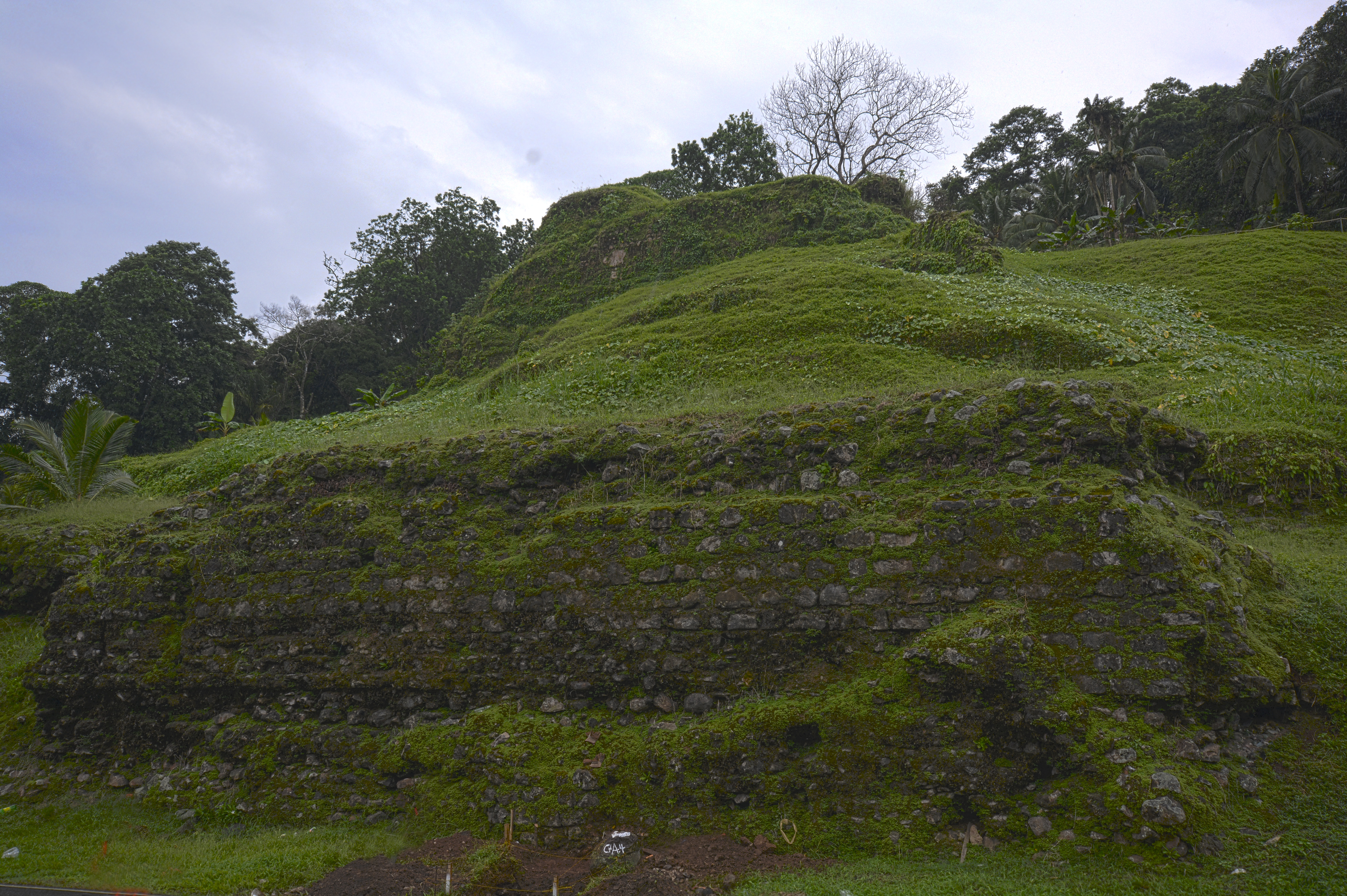
Phía trên cao của San Fernando
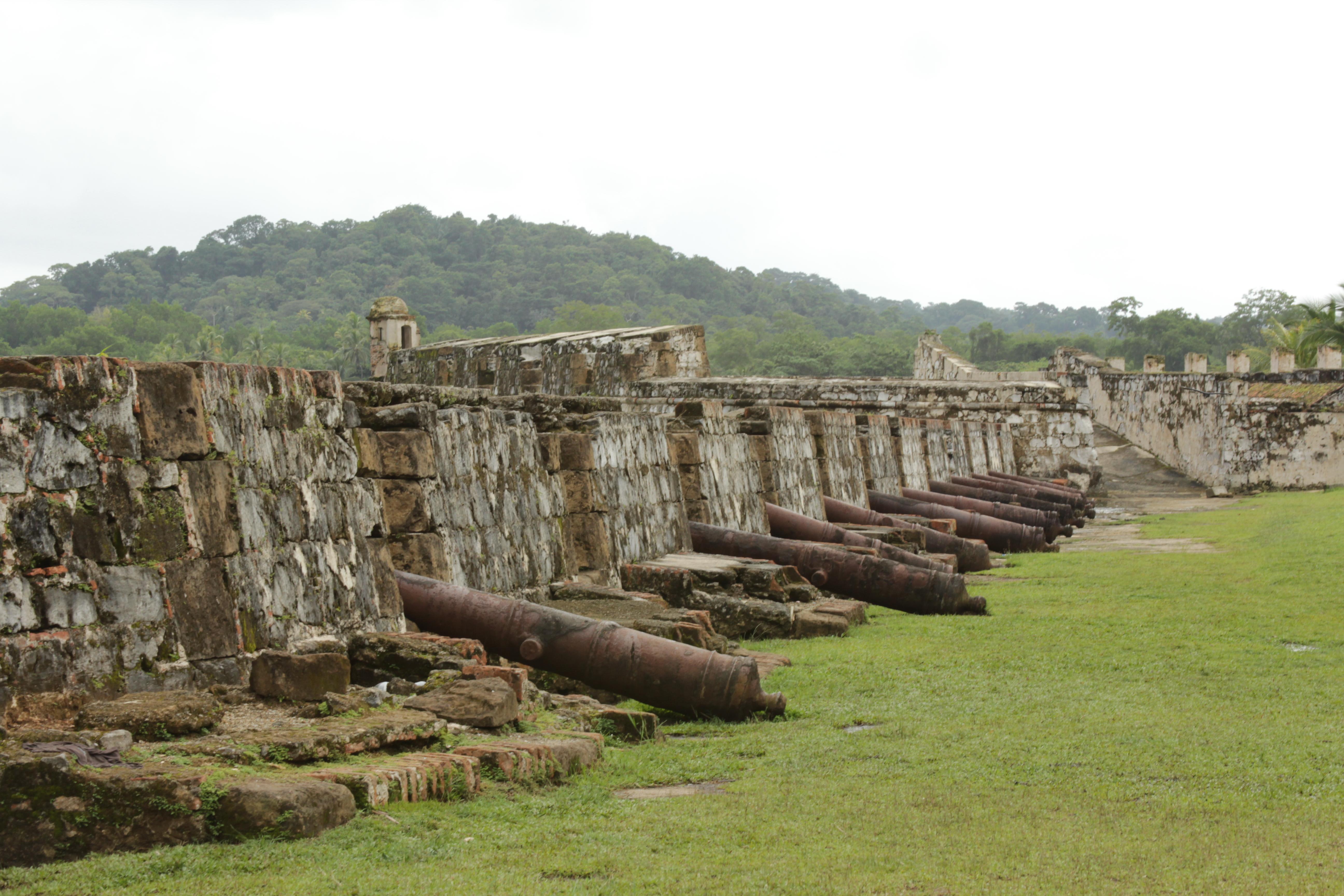
Pháo đài San Jerónimo
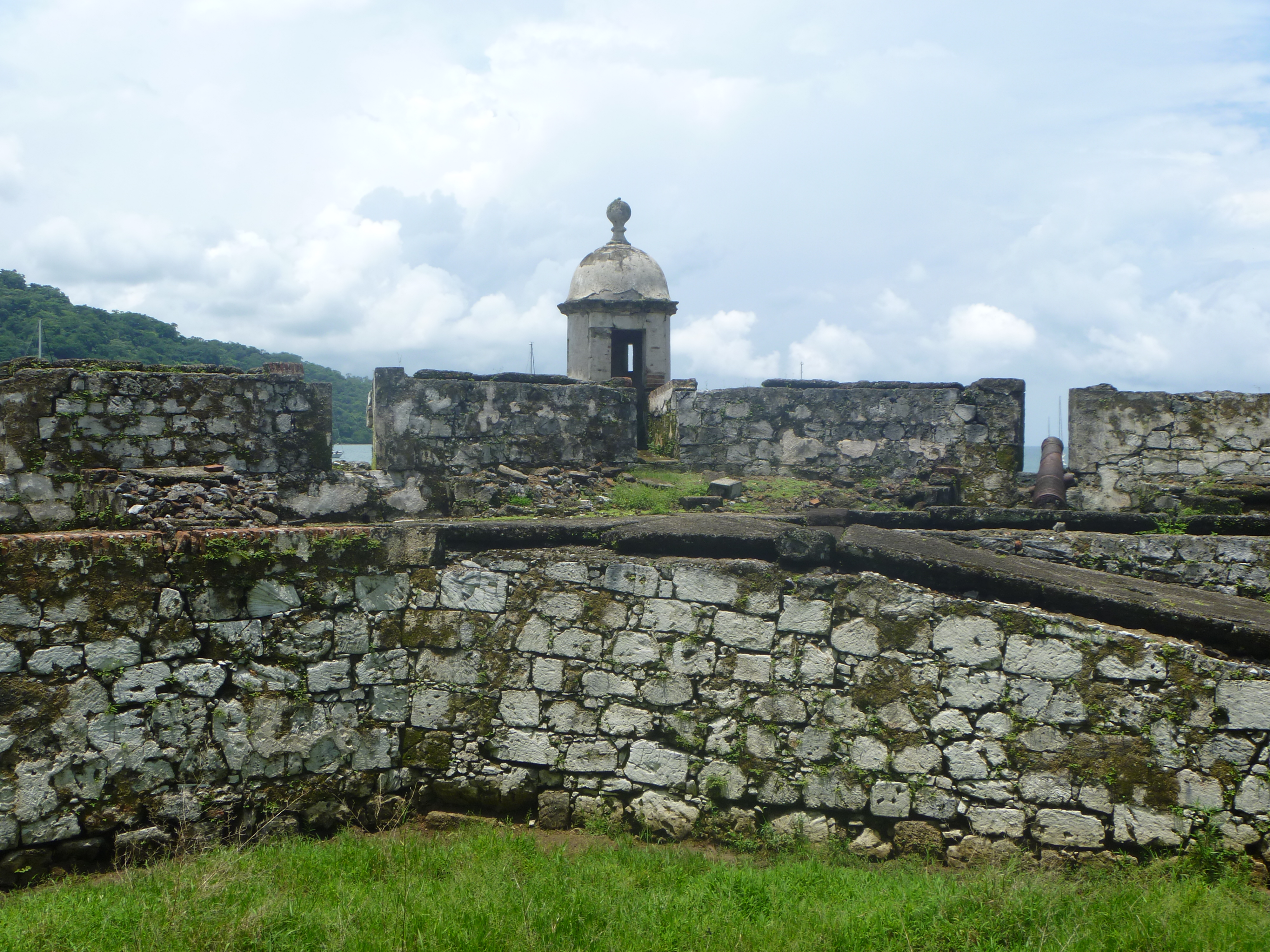
Santiago de la Gloria
Bức tường của Santiago de la Gloria nhìn ra vịnh
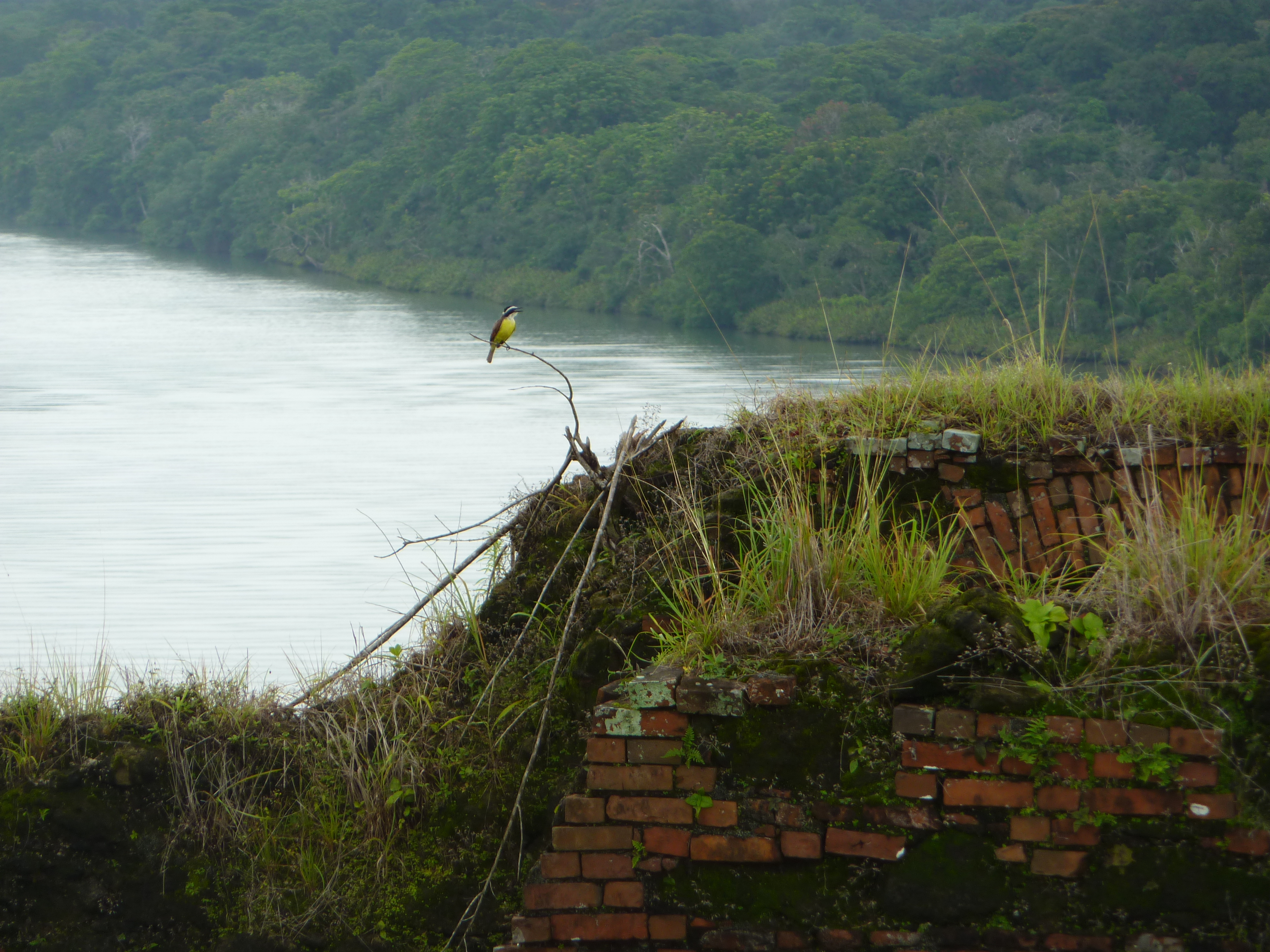
San Lorenzo
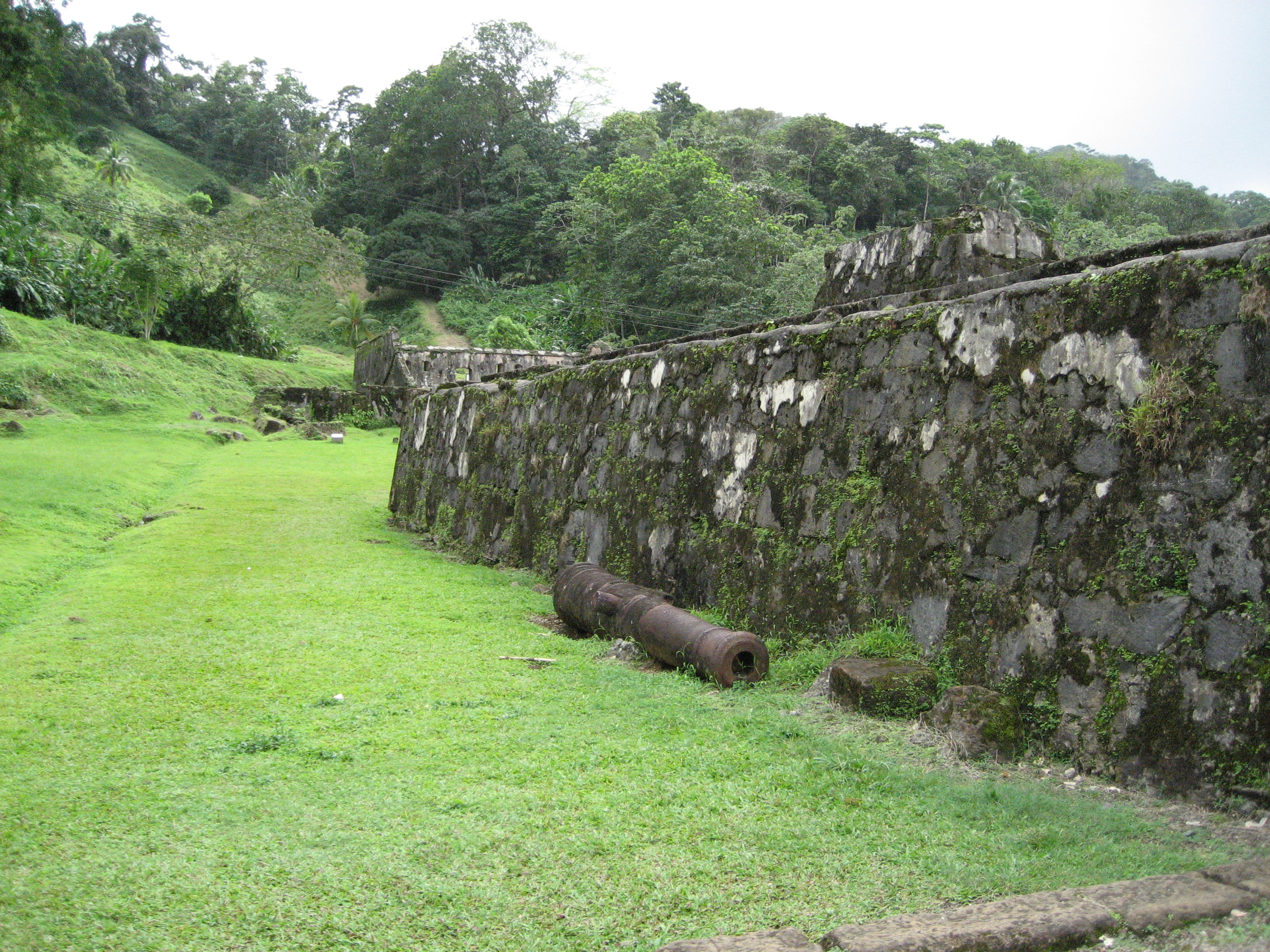
Tàn tích
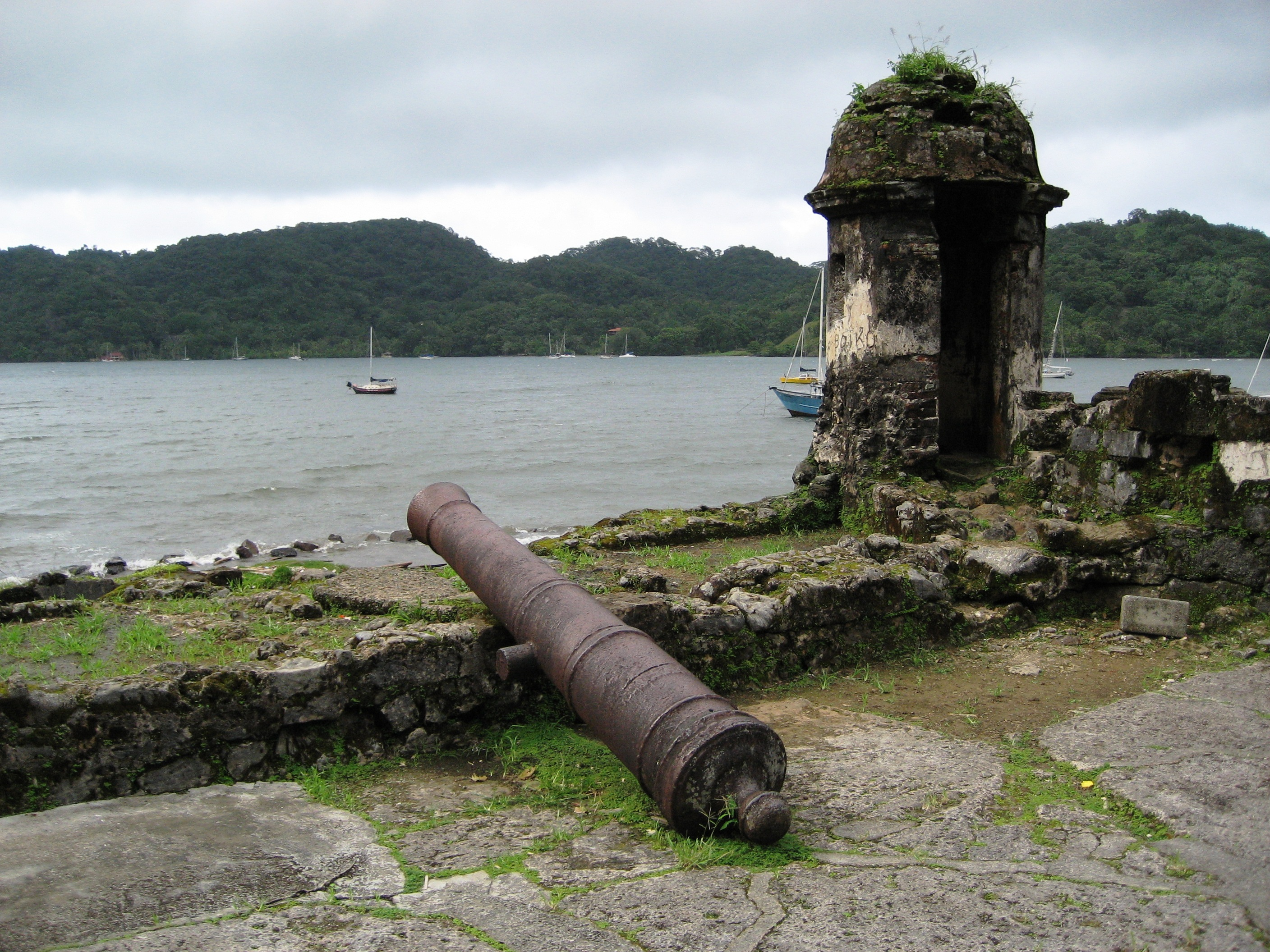
Một khẩu pháo hướng ra vịnh